# Marianne Faithfull
Marianne Evelyn Gabriel Faithfull (Londres, Inglaterra, 29 de diciembre de 1946-Londres, Inglaterra, 30 de enero de 2025), conocida como Marianne Faithfull, fue una cantante y actriz británica cuya carrera se desarrolló desde la década de 1960 hasta su fallecimiento.
Logró popularidad en la década de 1960 con el lanzamiento de su sencillo «As Tears Go By», compuesto por Keith Richards y Mick Jagger (con quien tuvo una relación sentimental entre 1966 y 1970) y se convirtió en una de las principales artistas femeninas durante la invasión británica en Estados Unidos. Su popularidad se vio reforzada por sus papeles cinematográficos, como los de I'll Never Forget What's'isname (1967), The Girl on a Motorcycle (1968) y Hamlet (1969). Sin embargo, problemas personales durante la década de 1970, como la anorexia o su adicción a la heroína, la condujeron a terminar como vagabunda.
Tras una prolongada ausencia comercial, regresó a la publicación discográfica con su álbum Broken English (1979), aclamado por la crítica. Tras obtener una buena repercusión y conseguir la nominación al Premio Grammy como mejor artista vocal femenina de rock, prosiguió su trayectoria con, entre otras obras, Dangerous Acquaintances (1981), A Child's Adventure (1983), Strange Weather (1987), Kissin' Time (2002) o Before the Poison (2004).
También escribió tres autobiografías: Faithfull: An Autobiography (1994), Memories, Dreams & Reflections (2007) y Marianne Faithfull: A Life on Record (2014).

## Biografía

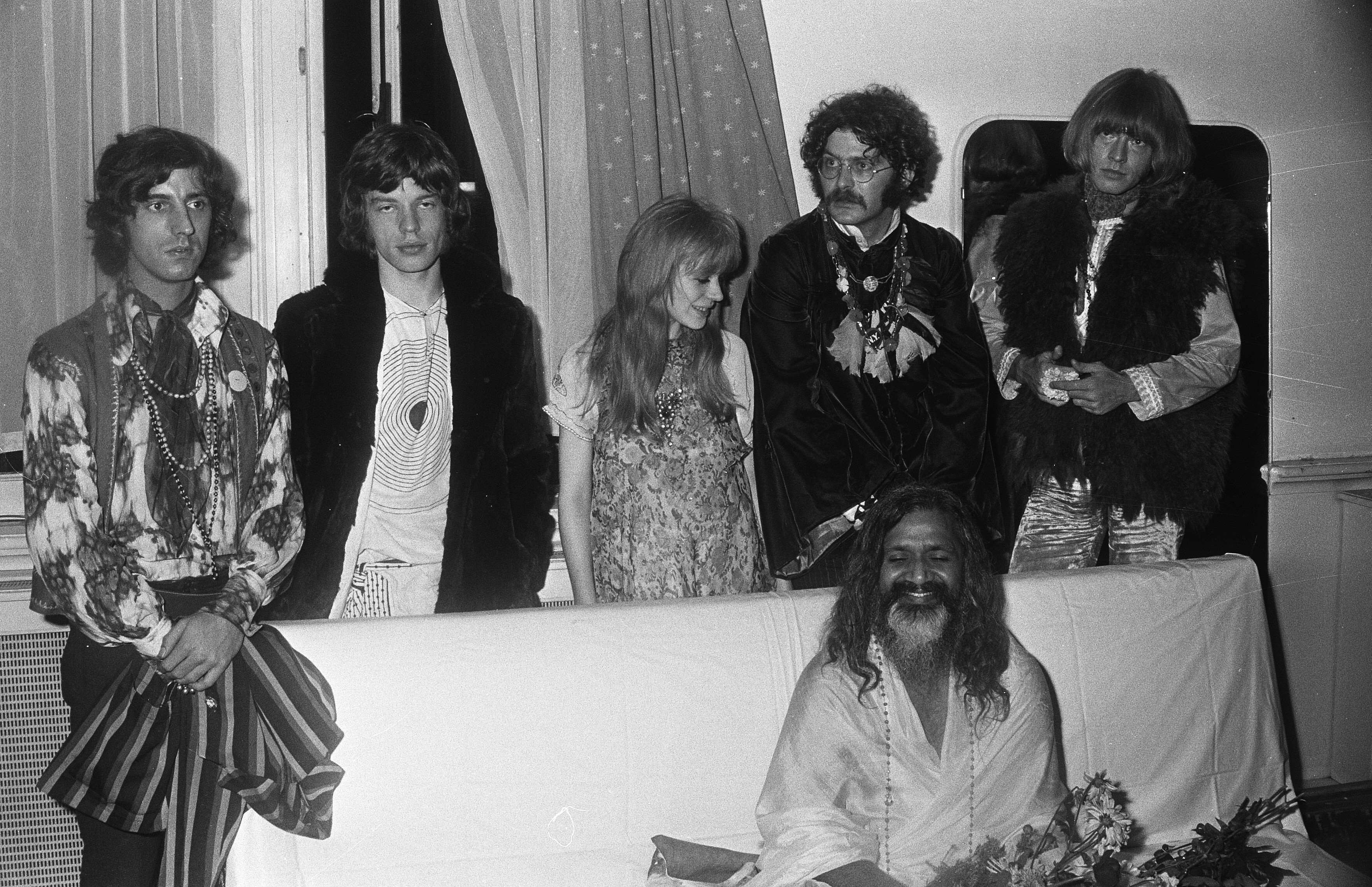
Michael Cooper, Jagger, Faithfull, Shepard Sherbell, Brian Jones y Maharishi Mahesh Yogi (1967)

Marianne nació en el barrio londinense de Hampstead como la hija del mayor Robert Glynn Faithfull y Eva von Sacher-Masoch. Entre sus antepasados maternos, destaca el escritor austriaco Leopold von Sacher-Masoch, autor de la clásica obra La Venus de las pieles, su apellido Masoch inspiró el término masoquismo. Como tal, Faithfull es heredera del título nobiliario de la familia Sacher-Masoch, como baronesa.
Empezó su carrera en 1964 interpretando «As Tears Go By», una canción escrita por Jagger y Richards. Después empezó una relación con Jagger que se prolongó durante años y a grabar una serie de sencillos de éxito, como «This Little Bird», «Summer Nights» y «Sister Morphine». En 1967 se convirtió en la primera persona en utilizar la palabra fuck (joder) en una película mainstream (I'll Never Forget What's'isname).

"Rollo, decadencia y sastrería exquisita como no se había visto en Inglaterra desde la restauración de Carlos II. Éramos jóvenes, ricos y hermosos, y la corriente –creíamos– iba a nuestro favor. Por supuesto, íbamos a cambiarlo todo, pero, sobre todo, íbamos a cambiar las normas. A diferencia de nuestros padres, no tendríamos que renunciar a nuestro hedonismo juvenil a favor del loco mundo de los adultos"
Marianne Faithfull 

Tras romper la relación con Jagger, Faithfull dejó de grabar, se hizo adicta a las drogas e incluso vivió en la calle durante sus años más duros de adicción. Regresó al mundo de la música en 1979 con Broken English, un gran éxito de crítica pese a la censura que de sus canciones hizo la BBC, que no lo fue tanto de ventas.

"Quizás no haya tenido todos los trabajos que he querido. Me hubiese gustado hacer mucho más teatro, representar a Shakespeare mucho más, y por eso ahora disfruto con sus Sonetos. En cierto sentido me he sentido muy poco realizada".
Marianne Faithfull 

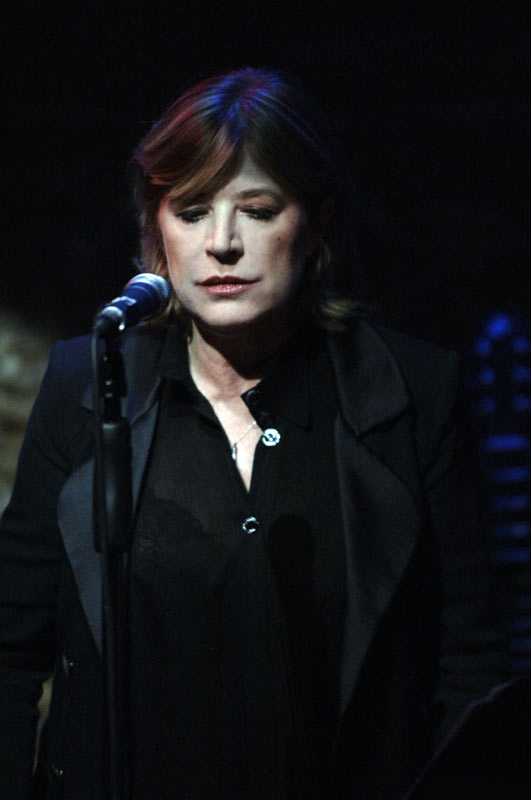
Marianne Faithfull en 2008.

El 21 de julio de 1990 apareció en el concierto The Wall - Live in Berlin organizado por Roger Waters. En 1997 fue invitada a participar de la canción «The Memory Remains» del grupo Metallica, apareció en el videoclip de la canción.

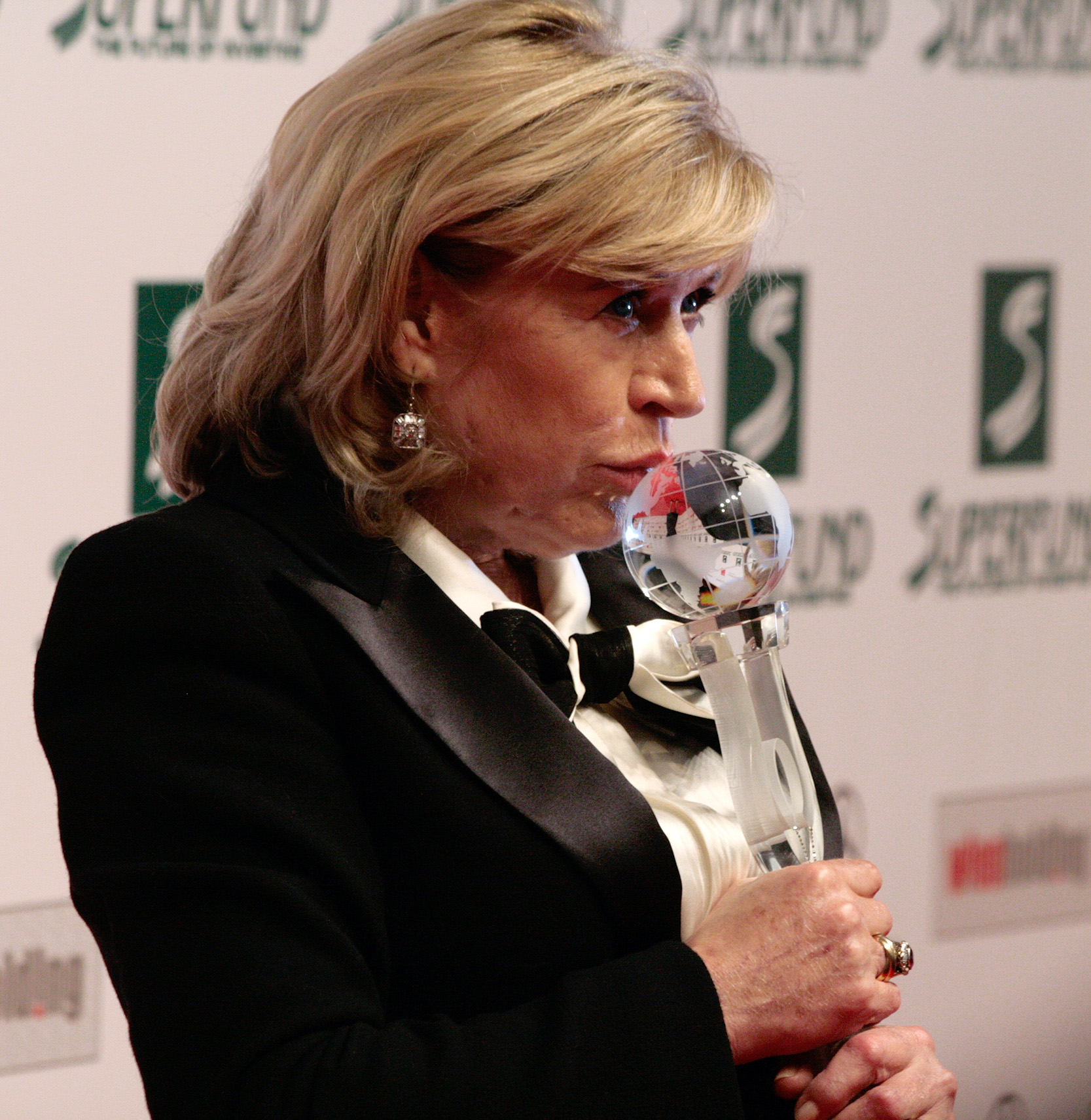
Marianne Faithfull en 2009.

En 2006 enlazó tres papeles de éxito en el cine, entre ellos el de María Teresa I de Austria en la película de Sofia Coppola María Antonieta, y el papel protagonista en Irina Palm, sobre una viuda madura que ha de trabajar en un club de alterne para pagar un tratamiento médico a su nieto. Coincidió con su diagnóstico de cáncer de mama y una posterior depresión de la que logró recuperarse.

"(Sobre una posible jubilación) No entiendo por qué la gente especula o piensa en eso. Tengo mucho trabajo y me gusta lo que hago. Mientras resista físicamente seguiré. Soy una artista en activo."
Marianne Faithfull

## Discografía
- 1965: Come My Way
- 1965: Marianne Faithfull
- 1965: Go Away From My World
- 1966: North Country Maid
- 1966: Faithfull Forever...
- 1967: Love in a Mist
- 1976: Dreamin' My Dreams (también conocido como Faithless)
- 1979: Broken English
- 1981: Dangerous Acquaintances
- 1983: A Child's Adventure
- 1985: Rich Kid Blues (grabado en 1971; también conocido como True: The Collection)
- 1986: Trouble In Mind (banda sonora coescrita con Mark Isham)
- 1987: Strange Weather
- 1990: Blazing Away (en vivo)
- 1995: A Secret Life
- 1996: 20th Century Blues (en vivo)
- 1999: Vagabond Ways
- 2002: Kissin Time
- 2004: Before the Poison
- 2005: Live In Hollywood (en vivo)
- 2008: Easy Come, Easy Go
- 2010: Horses and High Heels
- 2014: Give My Love to London
- 2016: No Exit (en vivo)
- 2018: Negative Capability
- 2021: She Walks In Beauty

## Filmografía

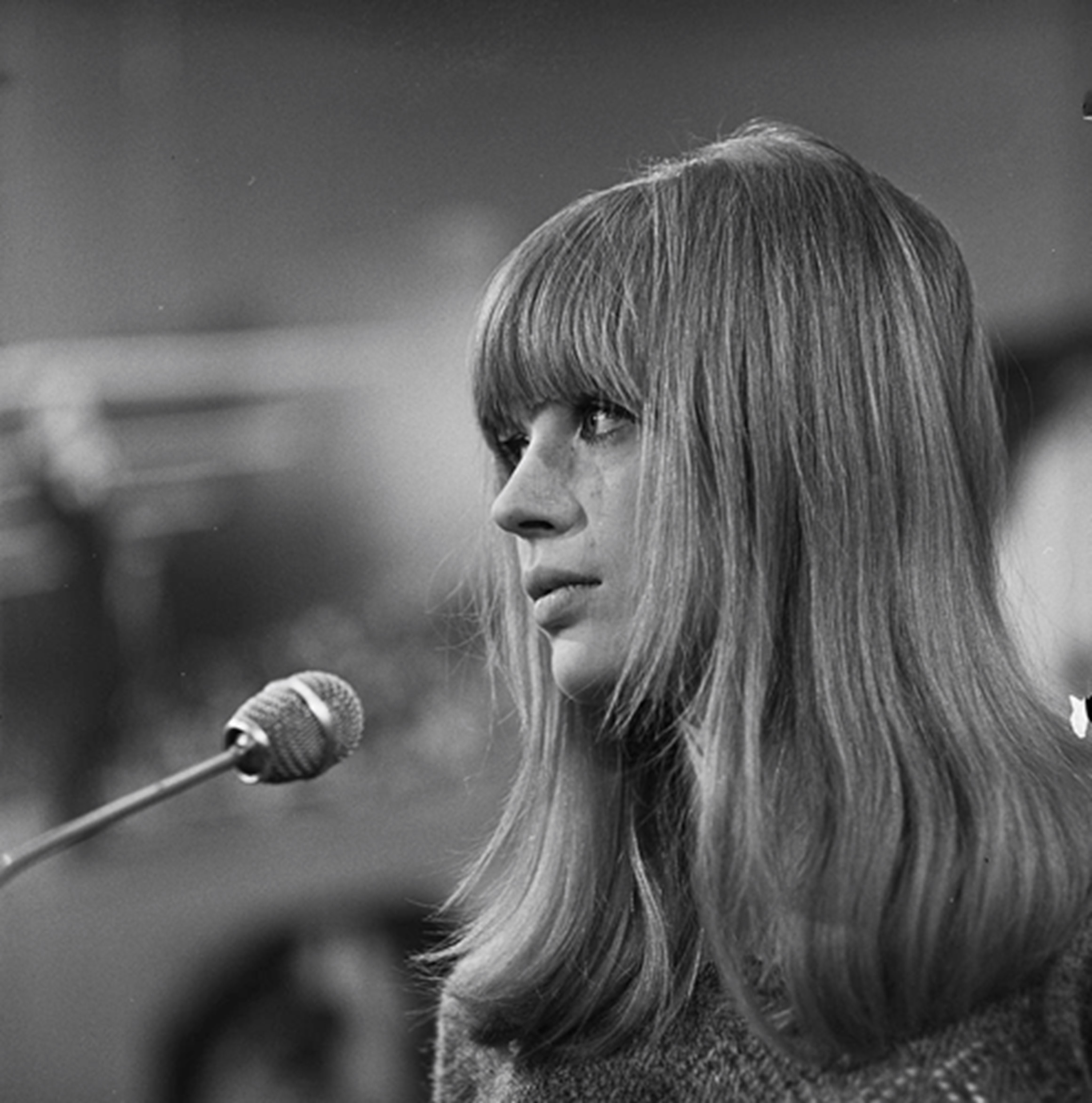
Marianne Faithfull en 1966.

- 1966: Made in USA: como ella misma, cantando en una cafetería «As Tears Go By»
- 1967: Anna (TV): joven en una noche de baile, cantando «Hier ou demain»
- 1967: I'll Never Forget What's'isname: Josie
- 1968: The Girl on a Motorcycle: Rebecca
- 1969: Hamlet: Ophelia
- 1971: The Stronger (TV)
- 1972: Lucifer Rising (cortometraje): Lilith
- 1974: Ghost Story: Sophy Kwykwer
- 1977: Assault on Agathon: Helen Rochefort
- 1992: The Turn of the Screw: narradora
- 1993: When Pigs Fly: Lilly
- 1994: Shopping: Bev
- 1995: Moondance: madre
- 1996: Crimetime: cantante en un club
- 1996: Absolutely Fabulous (serie TV) - «The Last Shout: Part 1», «The Last Shout: Part 2»: Dios
- 1997:  El recuerdo permanece video oficial de Metallica.
- 2001: Intimacy: Betty
- 2001: Far from China: Helen
- 2001: Absolutely Fabulous (serie TV) - «Donkey»: Dios
- 2004: Nord-Plage
- 2006: Paris, je t'aime: Marianne (segmento «Le Marais»)
- 2006: Marie Antoinette: Emperatriz María Teresa
- 2007: Irina Palm: Maggie
- 2011: Faces in the Crowd: Dra. Langenkamp
- 2012: Belle du Seigneur: Mariette